# Ricky Mavuba
Mafuila "Ricky" Mavuba Ndokia Ndombe (15 december 1949 - 30 november 1996) is een voormalig Congolees voetballer en was onder meer actief als middenvelder bij AS Vita Club en het elftal van DR Congo tijdens het WK'74.
Hij is de vader van Rio Mavuba, een Frans voetballer afkomstig uit de jeugdopleiding van Girondins de Bordeaux die ook uit is gekomen voor het nationale team van Frankrijk.

## Carrière

### Loopbaan
Ricky Mavuba, die als bijnaam wegens zijn goede techniek "Black Magician" of "the Wizard" had, was actief als middenvelder voor AS Vita Club, waar hij in 1973 de Afrikaanse Champions League mee won. Tevens maakte Ricky Mavuba deel uit van de legendarische selectie van Zaïre, waarmee in 1974 de Afrika Cup werd gewonnen, en tevens werd deelgenomen aan het WK '74 in Duitsland.

### Prestaties
- Winnaar CAF Champions League 1973 met AS Vita Club.
- Winnaar Afrika Cup 1974 met Zaïre.

## Politieke vluchteling
Hoewel Ricky Mavuba in DR Congo van een heldenstatus genoot, vertrok hij samen met zijn vrouw naar Angola vanwege de burgeroorlog in Congo. Toen ook Angola niet meer veilig bleek, besloot het stel met de boot te vluchten naar Frankrijk. Tijdens de bootreis beviel zijn vrouw van een zoon, Rio Mavuba.
De familie vestigt zich in Mont-de-Marsan in het zuidwesten van Frankrijk. In 1986 sterft zijn vrouw. In 1997 sterft vervolgens de legendarische voetballer Ricky Mavuba.